# Koroiskylä
Koroiskylä är en tätort (finska: taajama) i Keminmaa kommun i landskapet Lappland i Finland. Vid tätortsavgränsningen den 31 december 2021 hade Koroiskylä 252 invånare och omfattade en landareal av 2,91 kvadratkilometer.